# HD 59686
HD 59686 este o stea aflată la aproximativ 300 de ani lumină depărtare de Soare, în constelația Gemini.